# Муравей-вор
Муравей-вор, или домовый муравей-вор (лат. Solenopsis fugax, Diplorhoptrum fugax), — вид муравьёв трибы Solenopsidini.

## Характеристика
Очень мелкие — 1,5—2,2 мм ☿ (рабочий), яркого жёлтого цвета. Самки достигают 5—6,7 мм, тёмно-коричневого цвета. Самцы меньше самок их размер составляет 3,2-4,5 мм. У самок в глазу около 200 фасеток, а у самцов — 400.

## Развитие
Муравей-вор, как и все муравьи, – общественные насекомые, живущие в гнёздах семьями, полиморфизм рабочих слабо выражен. Семья состоит из трёх каст: рабочих (бесплодных самок), самок (крылатых девственниц и бескрылых цариц) и самцов.
Обитают либо свободно (в отдельных гнёздах), либо в пределах муравейников более крупных муравьёв (главным образом, Formica и Lasius), питаясь за их счёт, похищая яйца и мелких личинок (то есть представители вида являются факультативными клептобионтами). Из-за мелких размеров постройки и камеры гнезда малозаметны (и недоступны для рабочих вида-хозяина). Также эти муравьи обитают в естественных полостях между комками почвы, фураж осуществляют в почве и листовом опаде.

## Охранный статус
Включён в Красные книги Нижегородской и Рязанской областей. В 2013 году исключён из КК Нижегородской области.